# 世田谷区立山崎小学校
世田谷区立山崎小学校（せたがやくりつ やまざきしょうがっこう）は、東京都世田谷区梅丘三丁目に所在する公立小学校。
2017年4月1日に、世田谷区立花見堂小学校を分割統合（世田谷区立代沢小学校との2校で分割）した。

## 最寄り駅
- 小田急小田原線
  - 梅ヶ丘駅 徒歩約8分

## 特色
山形県舟形町立舟形小学校と交流学習を行っている。5、6年生がお互いの家庭にホームステイをする。山崎小学校では「舟形交流」、舟形小学校では「山崎交流」と呼ぶ。かつては長沢小学校と交流していたが合併したため、舟形小学校に変更された。
6年生による和太鼓の演奏「山崎太鼓」が毎年伝統行事として1992年から行われており、近隣の商店街や祭りでの演奏発表もある。
伝統工芸室があり、和紙の紙すき学習を実施。伝統工芸室で制作された和紙は『山崎和紙』と呼ばれる。6年生は自分の卒業証書用の紙を自分で漉いて作る。世田谷区内の伝統文化イベントとしても利用される。
特殊学級が設置されている（仲よし学級）。

## 著名な出身者
- 立川志らく（落語家）
- 宮之原健（プロ野球選手）[1]